# District régional de Central Coast
Le district régional de Central Coast en Colombie-Britannique est situé dans le centre-ouest de la province. Il est entouré par le district régional de Kitimat-Stikine au nord, par l'Océan Pacifique à l'ouest, par le district régional de Cariboo à l'est et par le district régional de Mount Waddington au sud. Le siège du district régional se situe à Bella Coola. Le district a d'abord porté le nom d'Ocean Falls, une ville fantôme.

## Villes principales
- Bella Coola
- Bella Bella
- Hagensborg
- Firvale
- Stuie
- Shearwater (en)

## Îles principales
- Triquet Island

## Routes principales
Routes principales traversant Central Coast:
- Highway 20